# ويكيبيديا البرتغالية
ويكيبيديا البرتغالية (بالبرتغالية: Wikipédia lusófona‏) هي النسخة البرتغالية من موسوعة ويكيبيديا، انطلقت في يونيو 2001 كخامس طبعة من ويكيبيديا، وفي يونيو 2009 أصبح لديها أكثر من 450,000 مقالة. وصل عدد مقالاتها يوم 23 نوفمبر 2019 إلى 1,014,865 مقالة وبذلك فهي تحتل المرتبة ال16 من حيث أضخم الويكيبيديات حسب عدد المقالات.
تعنى كلمة "lusophone" شعب لغته الرسمية هي البرتغالية. تحتل ويكيبيديا البرتغالية المرتبة رقم 20 في البرازيل من حيث أكثر المواقع زيارة. اعتبارًا من نوفمبر 2020، أصبحت ويكيبيديا في المرتبة الثامنة عشر من حيث عدد المقالات.

## التاريخ
من أواخر عام 2004، تقدمت الطبعة البرتغالية بسرعة. خلال شهر مايو 2005، تفوقت على اللغتين الإسبانية والإيطالية. على سبيل المقارنة، في مايو 2004، كانت الويكيبيديا السابعة عشر من حيث عدد المقالات.
يمكن أن تحتوي المقالات البرتغالية على أشكال مختلفة من الكتابة، حيث أن البرتغالية الأوروبية والبرتغالية البرازيلية تختلف في المفردات وطريقة الاستخدام. يمكن أن تحتوي المقالات على خصائص مكتوبة بالبرتغالية البرازيلية أو الأوروبية وفقًا للجهة التي كتبت المقالة.
قرر مجتمع ويكيبيديا البرتغالي عدم فصل النسخة البرتغالية البرازيلية عن النسخة البرتغالية الأوربية. في عام 2005، تم التصويت على اقتراح انشقاق الويكيبديا البرتغالية وإنشاء نسخة برتغالية برازيلية (pt-br) من قبل مجتمع ويكيميديا. في عام 2007 تم رفض اقتراح أخر لإنشاء البرتغالية الأوروبية أيضًا من قبل مجتمع ويكيميديا. في عام 2009 تم رفض إنشاء اقتراح ثالث باللغة البرتغالية البرازيلية، لكن هذه المرة من قبل لجنة اللغة، وفقًا للسياسات الجديدة لإنشاء إصدارات ويكيبيديا جديدة، مع التفسير التالي: «البرتغالية البرازيلية ليست لغة منفصلة.. هذا شرط».
حظرت صور الاستخدام العادل في ويكيبيديا البرتغالية حتى عام 2009. وقد أثيرت نقاشات بشأن سياسة الاستخدام العادل، وفشل جميعهم في السماح بتحميل مثل هذه الصور. حتى أن تحميل الصور عطل على ويكيبيديا البرتغالية. في أغسطس 2009، على الرغم من ذلك، أثير نقاش جديد من أجل السماح للمستخدمين بالموافقة أو رفض إنشاء سياسة لتحميل وسائط الاستخدام العادل. ونتج عن هذا النقاش 142 صوتا لـ «نعم» مقابل 120 صوتا لـ «لا»، ما يعني الموافقة على السياسة وتنفيذها.[بحاجة لمصدر]

## الإحصائيات
| عدد المستخدمين المسجلين | عدد المستخدمين النشيطين | عدد المقالات | صفحات المحتوى | عدد التعديلات | عدد الملفات المرفوعة | عدد الإداريين |
| ----------------------- | ----------------------- | ------------ | ------------- | ------------- | -------------------- | ------------- |
| 3٬228٬837               | 8٬492                   | 1٬146٬796    | 5٬901٬557     | 69٬961٬582    | 65٬068               | 53            |

## مسار التقدم
- 1 مايو 2001: إنشاء ويكيبيديا بالبرتغالية.[9]
- 22 مايو 2001: أول مستخدم برتغالي، يعدل على ويكيبيديا البرتغالية.
- 1 مارس 2003: 1000 مقالة.
- 1 فبراير 2004: 1500 مقالة.
- 22 أبريل 2004: 5000 مقالة.
- 9 يوليو 2004: 10,000 مقالة.
- 21 مايو 2005: 50,000 مقالة.
- 26 يناير 2006: 100,000 مقالة.
- 23 يونيو 2006: 150,000 مقالة.
- 29 نوفمبر 2006: 200,000 مقالة.
- 8 أبريل 2007: 250,000 مقالة.
- 10 أكتوبر 2007: 300,000 مقالة.
- 31 ديسمبر 2007: 350,000 مقالة.
- 22 يونيو 2008: 400,000 مقالة.
- 29 سبتمبر 2008: 450,000 مقالة.
- 12 أغسطس 2009: 500,000 مقالة.
- 6 مارس 2010: 550,000 مقالة.
- 17 أغسطس 2010: 600,000 مقالة.
- 22 مايو 2011: 685,000 مقالة.
- 8 أكتوبر 2011: 700,000 مقالة.
- 15 أغسطس 2012: 750,000 مقالة.
- 2 أكتوبر 2013: 800,000 مقالة.
- 21 نوفمبر 2014: 850,000 مقالة.
- 27 ديسمبر 2015: 900,000 مقالة.
- 21 ديسمبر 2016: 950,000 مقالة.
- 26 يونيو 2018: 1,000,000 مقالة.

## معرض

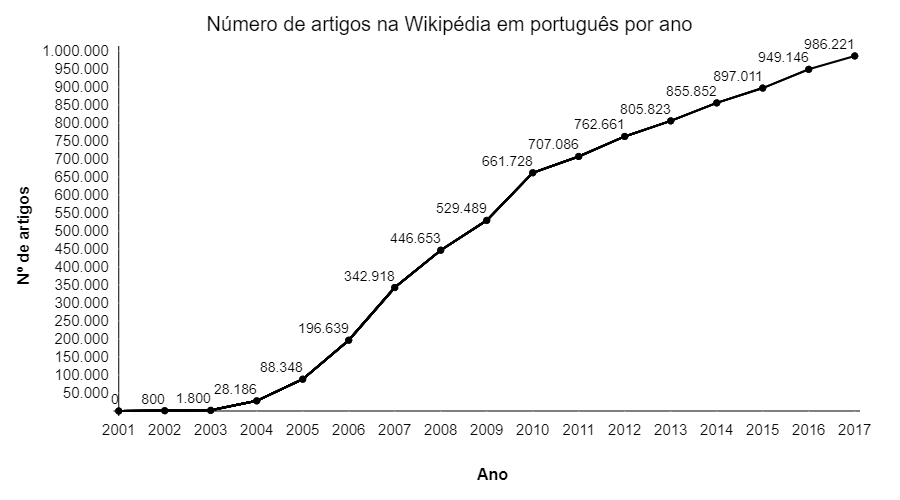
نمو المقالات بين 2001 و2017.
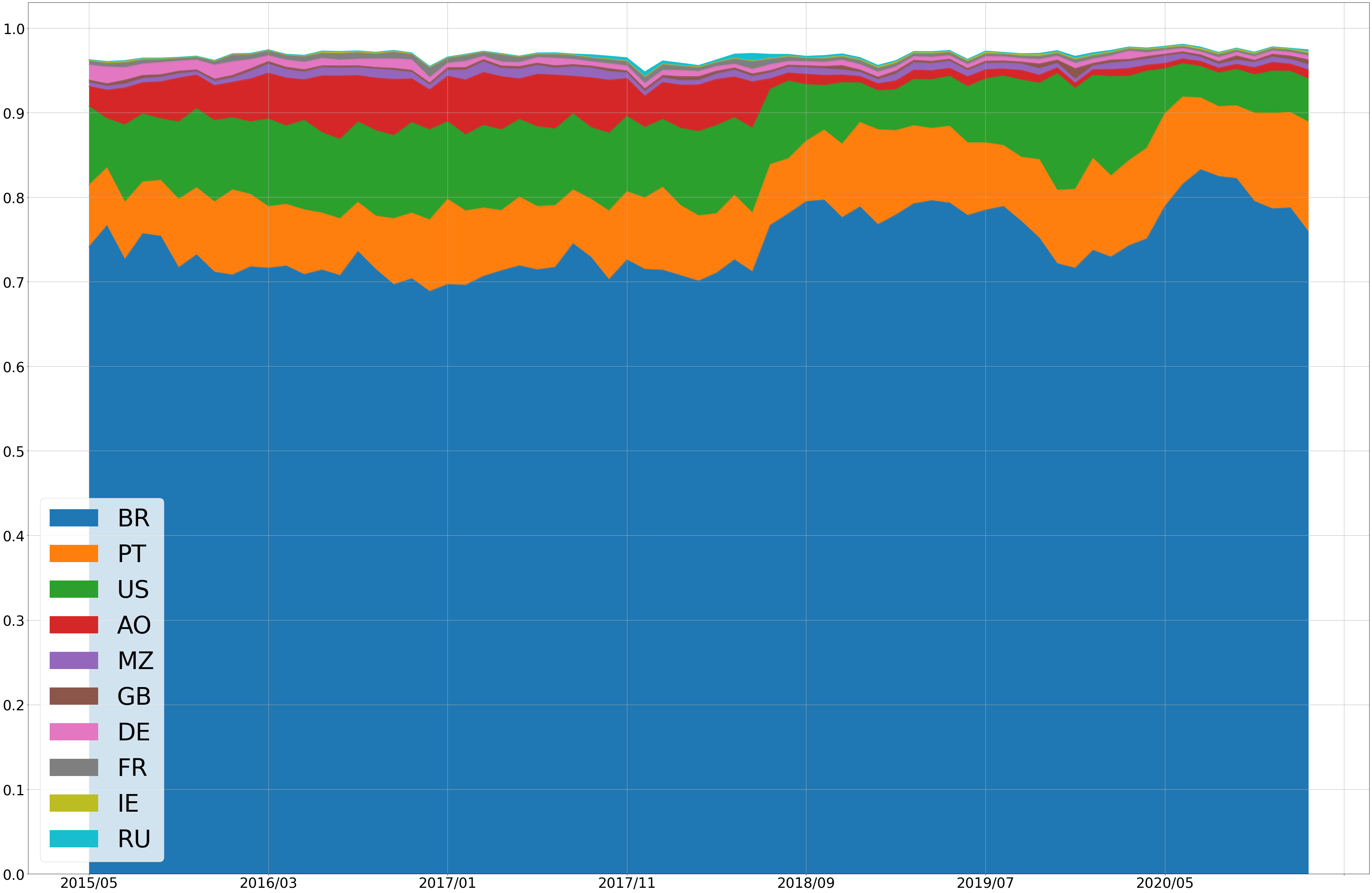
بلد المشاهدة على ويكيبيديا البرتغالية.
تظهر الدول الأكثر استعمالًا لويكيبيديا البرتغالية باللون الأزرق
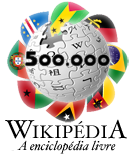
شعار يحتفي بذكرى 500,000 مقالة.
شعار يحتفي بذكرى 1,000,000 مقالة.